# Megalomus carpenteri
Megalomus carpenteri är en insektsart som beskrevs av Penny et al. 1997. Megalomus carpenteri ingår i släktet Megalomus och familjen florsländor. Inga underarter finns listade i Catalogue of Life.